# Tristan als Mönch
Tristan als Mönch ist ein anonymes mittelhochdeutsches Versepos mit satirischen bzw. schwankhaften Zügen zur Tristansage aus der Zeit um 1250/1260 und dem südwestdeutschen (elsässischen) Raum. Es hat 2705 paarweise gereimte Verse.
Wahrscheinlich entstand das Epos in der Nachfolge und unter dem Einfluss von Gottfried von Straßburgs Tristan (1210/1220), das unvollendet geblieben ist (es endet mit Tristan im Exil, der dort Isolde Weißhand heiratete, sich aber nach der anderen Isolde sehnt). Die Quellen von Gottfried waren neben französischen Quellen des 12. Jahrhunderts die erste deutsche Fassung des Stoffs von Eilhard von Oberge aus der Zeit um 1170, die aber nur fragmentarisch bekannt ist. Die einzige direkte literarische Bezugnahme in Tristan als Mönch ist auf den elsässischen Reinhart Fuchs (Anfang des 13. Jahrhunderts) und es hat ebenfalls Züge eines Schwanks. Das Werk hat aber auch ganz andere Elemente wie die ausgearbeiteten Totenklagen auf Tristan. Helmut de Boor sah deshalb darin weniger einen Schwank als eine eigenständige späthöfische Darstellung. Auch ein Einfluss von Hartmann von Aue und seinem Erec und der Artusdichtung wurde festgestellt, eine Kenntnis Eilhards und anderer früher Tristan-Fassungen. Die besondere Minne-Auffassung des Werks ist Gegenstand der Forschung.
Helmut de Boor ordnet das Werk vor 1260 ein; danach wäre der Einfluss von Konrad von Würzburg zu groß gewesen.

## Handschriften
Es gibt zwei Handschriften:
- Handschrift R aus der Mitte des 15. Jahrhunderts (um 1435),[1] mit Federzeichnungen (Werkstatt Diebald Laubers), Brüssel, Bibl. Royale, Ms. 14697. Im Manuskript ist es zwischen Gottfrieds Tristan und der Fortsetzung von Ulrich von Türheim und schiebt Wiederbegegnungsepisoden in die Handlung zwischen Gottfried und Ulrich ein.
- Handschrift S: die vermutlich Straßburger Kopie von 1722 einer Handschrift S* von 1489 (Ersteller war ein gewisser Hans Brant). Sie wurde für den bibliophilen Frankfurter Ratsherrn Zacharias Konrad von Uffenbach von einem seiner Schreiber angefertigt. Die Vorlage S* wurde vermutlich Opfer des Brandes der Stadtbibliothek von Straßburg 1870. Die Handschrift S kam an die Stadtbibliothek Hamburg (cod. germ. 12), war nach dem Zweiten Weltkrieg lange in Moskau, galt als verschollen und kam 1990 zurück nach Hamburg.[2] Früher bezeichnete man meist S* als die Abschrift und S als die Vorlage. Einige Exzerpte wahrscheinlich aus der älteren Handschrift S* sind in G. Scherz, J. J. Oberlin Glossarium Germanicum Medii Aevi (Straßburg 1781 bis 1784) überliefert.

Die Handschriften-Überlieferung ist in beiden Fällen in einem Zusammenhang mit der Tristan-Handschrift von Gottfried.

## Inhalt
Die Dichtung setzt den unvollendeten Tristan von Gottfried mit einem guten Ende fort. Am Beginn steht ein Fest am Hof von König Artus in Karidol, das Ginevra und andere Frauen am Hof organisieren. Tristan schwankt, ob er mit seiner Ehefrau Isolde (Ysot) Weißhand oder mit Isolde (Ysot) zum Hoffest reisen soll. Er reist schließlich mit seiner Ehefrau, befürchtet aber in einem Traum Isoldes zornige Reaktion bei einem Zusammentreffen. Darauf fasst er den Plan einer Täuschung. Tristan findet einen unbekannten toten Ritter auf einer Wiese und lässt diesen als seinen eigenen Leichnam ausgeben. Er selbst bezeichnet sich als dessen Mörder und tritt vorgeblich aus Reue in ein Kloster ein. Durch Kurneval lässt er seinen Tod am Hof von Artus verkünden und seinen vorgeblichen Leichnam nach Cornwall an den Hof von Marke überführen, wo auch Isolde ist. Er selbst begleitet die Leiche inkognito als Mönch und nimmt in Cornwall seine Liebschaft mit Isolde wieder auf. Nach einiger Zeit verlässt er Cornwall und Isolde wieder, da er Angst vor Entdeckung hat. Nach seiner Rückkehr nach Parmenie gibt er sein Leben als Mönch auf.
Die Verkleidung als Mönch taucht in anderen Tristan-Fassungen nicht auf (wie auch einige andere Motive), wohl aber andere Verkleidungsszenen.
Es gab auch Fortsetzungen Gottfrieds von Ulrich von Türheim (um 1230/1235) und Heinrich von Freiberg (um 1290), beide mit dem bekannten tragischem Ausgang.

## Ausgaben
- Tristan als Mönch. Untersuchungen und kritische Edition von Betty C. Bushey, Göppingen, Kümmerle (Göppinger Arbeiten zur Germanistik 119), 1974
- Tristan als Mönch. Mittelhochdeutsch/neuhochdeutsch. Herausgegeben von Albrecht Classen, Greifswald, Reineke (Wodan 50; Serie 1: Texte des Mittelalters 12; Greifswalder Beiträge zum Mittelalter 35), 1994
- H.  Paul: Tristan als Mönch, Sitzungsberichte der Bayerischen Akademie der Wissenschaften, Phil.-Hist. Klasse, Jahrgang 1895, München 1896, Heft 3, S. 317–427, Nachtrag 1896, Heft 4, S. 687–691